# Peyk (Azerbaigian)
Peyk è un comune dell'Azerbaigian situato nel distretto di Salyan. Conta una popolazione di 1.060 abitanti.